# Emma Bell
Emma Jean Bell (Woodstown, Estados Unidos, 17 de diciembre de 1986) es una actriz estadounidense más conocida por sus papeles de Parker O'Neil en Frozen, Amy Harrison en la serie The Walking Dead, Molly Harper en Destino final 5 y Emma Brown en la serie Dallas. La actriz de Nueva Jersey ha hecho muchas apariciones en la televisión, como Supernatural, Law & Order, The Bedford Diaries, Death in Love, Gracie y Third Watch.

## Primeros años
Emma nació en Woodstown, Nueva Jersey, se crio en la sección de Stanton de Readington Township, Nueva Jersey y asistió a la secundaria Hunterdon Central High School. Se mudó a la ciudad de Nueva York a la edad de 16 años. Su madre era una productora de 60 Minutes y su padre, Rob Bell era un reportero, camarógrafo y escritor-productor de WWOR-TV.

## Carrera
Bell comenzó su carrera como actriz en un espectáculo de cabaret en Nueva York a la edad de 12 años. Ella hizo su debut en la pantalla en 2004, en un episodio de la serie dramática Third Watch. Más tarde apareció en Law & Order: Special Victims Unit, y en 2006 protagonizó la efímera serie de televisión The Bedford Diaries. También apareció en series como Supernatural, Law & Order, y CSI: Miami. Hizo su debut cinematográfico en la película de 2007 drama deportivo Gracie y también apareció en New York City Serenade, The Favor, Death in Love, y Elektra Luxx. 
En 2010, Bell interpretó a Parker O'Neil, uno de los principales personajes de la película Frozen. La película ha recibido críticas positivas y en el mismo año que ella fue nombrada uno de los "55 Rostros del Futuro" en Nylon Hollywood. Apareció en Hatchet II, donde repitió su papel de Parker O'Neil en un cameo sin acreditar. También en 2010, Bell interpretó el papel de Amy, la hermana menor de Andrea (Laurie Holden) en la primera temporada de la serie de drama de AMC, The Walking Dead. En 2011, Bell interpretó a Molly Harper, el personaje principal femenino, en la película de terror Destino final 5.
Bell protagonizó dos pilotos de televisión NBC, que no dieron lugar a una serie completa, Reconstruction en 2011, y Midnight Sun en 2012. En septiembre de 2012, se anunció que Bell había firmado un contrato para interpretar a Emma Brown, un personaje principal a partir de la segunda temporada de la serie de TNT, Dallas. En 2013, Bell también actuó en películas independientes como Life Inside Out, Bipolar, y See You in Valhalla.

### The Walking Dead
El episodio "Vatos" fue el último en que Emma Bell aparecería en The Walking Dead, ya que su personaje fue gravemente herido y asesinado por una horda de caminantes. Greg Nicotero, el diseñador de producción del programa, le dio el papel del caminante quién mordió a Amy. Bell dijo que Nicotero le colocó una prótesis de su color de piel en su cuello, la cual consistía de una capa de líquido viscoso de color rojo y un tipo de manguera. Una vez que se mordía en él, la prótesis explotaba y se parecía a una herida grave. Kirkman expresó que le fue difícil sacar a Bell de la serie, pero estaba agradecido que ella entendió que estaría en un determinado número de episodios.
«...Es algo que me resulta muy difícil. Porque cuando lo hago en la serie de cómic solo son las líneas sobre el papel. Es: "Oh, vale, Charlie Adlard [...] no tiene que dibujar esas líneas, esa persona ha muerto". Pero me resulta muy estar en el set, porque veo a estos actores que están allí y, en el material de origen, he asesinado a todos menos a dos. Camino a lo largo del set y pienso, "Sí, asesiné a ese, asesiné a ese, asesiné a ese." Y es despedir a aquellas personas. Realmente me siento mal por Emma Bell, sólo porque era genial y me hubiera gustado tenerla en la serie. Pero, eso es The Walking Dead, los personajes han de morir. Afortunadamente, Emma fue traída a la serie entendiendo que sólo estaría en un cierto número de episodios y ella sabía desde el comienzo que iba a morir. Pero en realidad eso no lo hace más fácil. Cuando estaban grabando las escenas, tuve que volar a la Comic-Con, así que no iba a estar allí cuando ella muriera. Pero fue muy emotivo en el set y sé que ella estaba muy mal por tener que dejar la serie y a los actores. Cuando haces una serie de televisión, de alguna manera los actores se convierten en una familia y es un poco molesto deshacerse de alguien...»

## Vida personal
El 6 de octubre de 2018, Bell se casó con el también actor Camron Robertson. El 28 de octubre de 2020, dio a luz a su primera hija.

## Filmografía
| Año       | Título                            | Rol                | Notas                                                                          |
| --------- | --------------------------------- | ------------------ | ------------------------------------------------------------------------------ |
| 2004      | Third Watch                       | Pamela Stewart     | "Sins of the Fathers" (Temporada 6, episodio 9)                                |
| 2004      | Law & Order: Special Victims Unit | Alison Luhan       | "Outcry" (Temporada 6, episodio 5)                                             |
| 2006      | The Bedford Diaries               | Rachel Fein        | Personaje Recurrente, 5 episodios                                              |
| 2007      | Law & Order                       | Kirsten Paley      | "Talking Points" (Temporada 17, episodio 13)                                   |
| 2007      | Gracie                            | Kate Dorest        | Personaje Secundario                                                           |
| 2007      | New York City Serenade            | Melinda Fiddle     | Personaje Secundario                                                           |
| 2007      | The Favor                         | Heather Raxon      | Personaje Secundario                                                           |
| 2008      | Death in Love                     | Dawn               | Cameo                                                                          |
| 2009      | Ghost Whisperer                   | Paula Hathaway     | "Body of Water" (Temporada 4, episodio 13)                                     |
| 2009      | Dollhouse                         | Tango              | "Needs" (Temporada 1, episodio 8)                                              |
| 2009      | Supernatural                      | Lindsey            | "Free to Be You and Me" (Temporada 5, episodio 3)                              |
| 2010      | Frozen                            | Parker O'Neil      | Protagonista                                                                   |
| 2010      | Elektra Luxx                      | Eleanore Linbrook  | Personaje Secundario                                                           |
| 2010      | Hatchet II                        | Parker O'Neil      | Aparición Cameo                                                                |
| 2010–2012 | The Walking Dead                  | Amy Harrison       | Temporada 1 (Recurrente, 5 episodios) Temporada 3 (Invitada, episodio Hounded) |
| 2011      | Destino Final 5                   | Molly Harper       | Protagonista                                                                   |
| 2011      | CSI: Miami                        | Jennifer Olsen     | "Look Who's Taunting" (Temporada 10, episodio 4)                               |
| 2012      | Los Hombres también lloran        | Lizz               | Personaje Secundario                                                           |
| 2012      | Arrow                             | Emily Nocenti      | "Honor Thy Father" (Temporada 1, episodio 2)                                   |
| 2012      | Midnight Sun                      | Rory Harring       | Personaje Secundario                                                           |
| 2013      | Life Inside Out                   | Keira              | Personaje Principal                                                            |
| 2013–2014 | Dallas                            | Emma Brown         | Coprotagonista (Temporadas 2-3; 29 episodios)                                  |
| 2014      | Law & Order: Special Victims Unit | Rose Summers       | "Reasonable Doubt" (Temporada 15, episodio 22)                                 |
| 2014      | Bipolar                           | Anna Ticker        | Personaje Principal                                                            |
| 2015      | See You in Valhalla               | Faye               | Coprotagonista                                                                 |
| 2015      | The Good Ones                     | Tara Finnegan      | Corto                                                                          |
| 2015      | Adam Green's Scary Sleepover      | Ella Misma         | 2 episodios                                                                    |
| 2016      | BYoutiful                         | Nell               | Corto, Pre-producción                                                          |
| 2016      | A Quiet Passion                   | Emily Dickinson    | Personaje secundario                                                           |
| 2016–2017 | Relationship Status               | Claire             | 7 episodios                                                                    |
| 2016      | Rizzoli & Isles                   | Christine McKenzie | "Cops vs. Zombies" (Temporada 7, episodio 3)                                   |
| 2016      | American Horror Story: Roanoke    | Tracy Logan        | "Chapter 10" (Temporada 6, episodio 10)                                        |
| 2017      | Different Flowers                 | Millie             | Protagonista                                                                   |
| 2017      | Flip the Script                   | Ad Exec 3          | "Mad Women" (Temporada 1, episodio 4)                                          |
| 2017      | Kevin (Probably) Saves the World  | Deb Dalton         | "Sweet Little Lies" (Temporada 1, episodio 3)                                  |
| 2017      | Designated Survivor               | Carey Morgan       | "Line of Fire" (Temporada 2, episodio 10)                                      |
| 2018      | Lucifer                           | Mia Hytner         | "Quintessential Deckerstar" (Temporada 3, episodio 23)                         |